# Лубанго
Луба̀нго (на португалски: Lubango, изговаря се по-близко до Лубангу) е град в югозападна Ангола, столица на провинция Уила. Населението на града е около 100 000 души. Икономиката на града се базира на земеделието. В района на Лубанго се отглеждат житни растения, тютюн, плодове и зеленчуци. Градът има свое летище и през него минава железопътна линия.